# 庫莎麗
庫莎麗（埃及阿拉伯語：كشري，國際音標：[ˈkoʃæɾi]）是埃及的一種通心粉，始於19世紀中葉。當地人在食用庫莎麗時通常會加入大米、小扁豆、番茄酱、鹰嘴豆、炸洋葱、大蒜汁和辣椒酱。

## 外部連接
- 维基共享资源上的相關多媒體資源：庫莎麗